# Takarano
Takarano ist ein Ort im nördlichen Teil des zum Staat Kiribati gehörenden pazifischen Archipels der Gilbertinseln nahe dem Äquator. 2020 wurden 351 Einwohner gezählt.

## Geographie
Der Ort liegt an der Nordspitze der Hauptinsel des Atolls Abaiang, die den östlichen Lagunensaum bildet. Im Ort gibt es ein traditionelles Versammlungshaus (Takarano Maneaba) und die Takarano Church. Im Südosten liegt der Ort Ubanteman. Nordwestlich befinden sich die beiden Motu Iaia und Taete.

## Klima
Das Klima ist tropisch heiß, wird jedoch von ständig wehenden Winden gemäßigt. Ebenso wie die anderen Orte der Gilbertinseln wird Takarano gelegentlich von Zyklonen heimgesucht.